# Halimium lasianthum
Halimium lasianthum är en solvändeväxtart. Halimium lasianthum ingår i släktet Halimium och familjen solvändeväxter.

## Underarter
Arten delas in i följande underarter:
- H. l. alyssoides
- H. l. lasianthum

## Bildgalleri

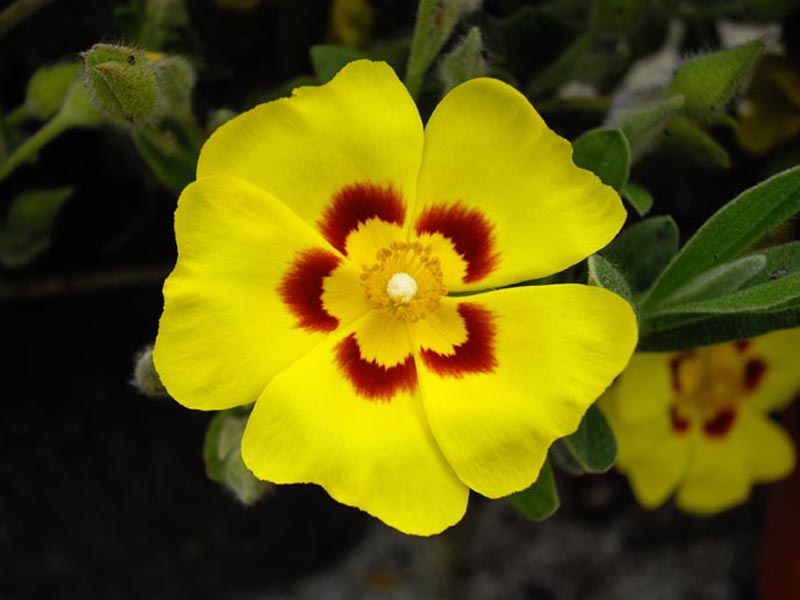
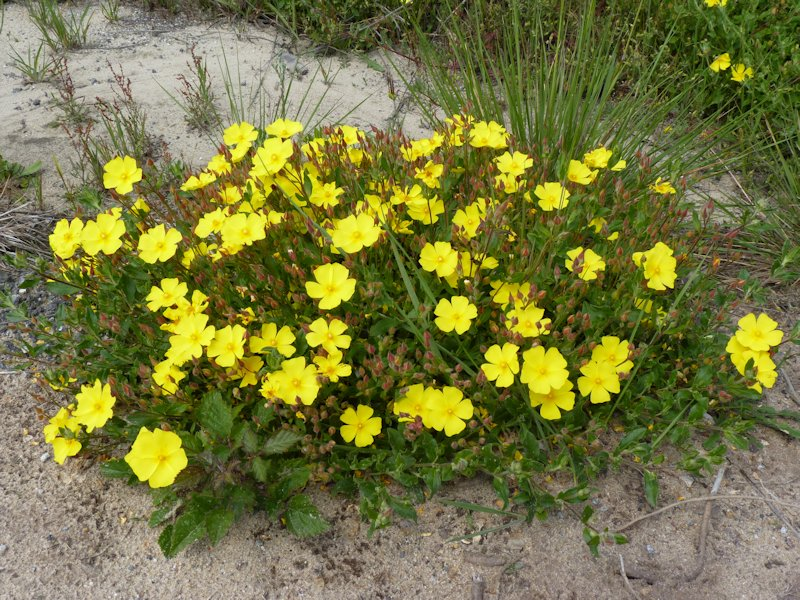
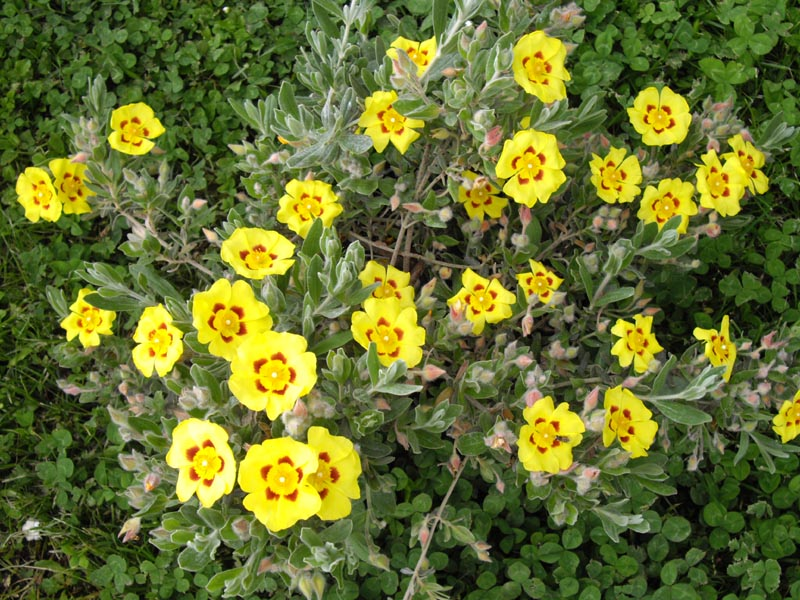